# Ветлянка (приток Камы)
Ветлянка — река, правый приток Камы, протекает по территории Каракулинского района Удмуртии в России. Длина реки — 13 км.

## Описание
Ветлянка начинается около урочища Алалиха от слияния верховий на высоте 126 м над уровнем моря. Генеральным направлением течения реки до урочища Чекчуры является юго-восток, далее — северо-восток. На восточной окраине деревни Кухтино принимает слева Северную, свой крупнейший приток. Между деревней Сухарево и урочищем Петровка Ветлянка впадает в Каму на высоте 62 м над уровнем моря.

## Данные водного реестра
По данным государственного водного реестра России относится к Камскому бассейновому округу, водохозяйственный участок реки — Кама от Воткинского гидроузла до Нижнекамского гидроузла, без рек Буй (от истока до Кармановского гидроузла), Иж, Ик и Белая, речной подбассейн реки — бассейны притоков Камы до впадения Белой. Речной бассейн реки — Кама.
Код объекта в государственном водном реестре — 10010101412111100016684.